# Grosz Dezső (jogász)
Grosz Dezső (Resica, 1898. február 17. – Temesvár, 1975. június 15.) erdélyi magyar jogász, újságíró, költő, műfordító és művelődésszervező.

## Életútja
Középiskolát Aradon, jogi tanulmányokat Budapesten és Kolozsváron végzett. Temesvárt különböző ügyvédi irodákban gyakornokoskodott, majd hivatásos újságíró lett. Kezdetben a Reiter Róbert szerkesztette Munkáslap (1919–20) és az Esti Lloyd (1924), majd 1926-tól a Déli Hírlap belső munkatársa. Cikkeit, riportjait és könyvrecenzióit, valamint avantgardista fogantatású verseit s román és német költőket tolmácsoló műfordításait más lapok is közölték.
Az 1934-ben felavatott temesvári Újságíróklub első igazgatójaként sokrétű társadalmi és közművelődési tevékenységet fejtett ki: rendszeresítette az irodalmi előadásokat, kiállításokat és hangversenyeket. Többek közt Indig Ottó, Karinthy Frigyes, Kosztolányi Dezső, Hunyady Sándor, Ligeti Ernő, Ion Marin Sadoveanu, Tabéry Géza tartott itt előadást vagy olvasott fel műveiből.
Az Újságíróklub kiadásában jelent meg a Program c. alkalmi füzet (Temesvár, 1935), amely a rendezvények műsorai mellett első közlésben jelentette meg Juhász Gyula, Kosztolányi Dezső, Ormos Iván nem egy versét, Franyó Zoltán német nyelvű Eminescu-fordításait és esszéit, Erdős Renée, Karinthy Frigyes, Kalotai Gábor novelláit, humoreszkjeit, Bechnitz Sándor (Flaneur) írását. Az 1930-as évek végén az Argus, 1944 után a Luptătorul Bănăţean és Sportul Popular munkatársa.